# Жилник, Желимир
Желимир Жилник (серб. Желимир Жилник, сербохорв. Želimir Žilnik; род. 1942 год) — югославский, сербский кинорежиссёр, один из представителей художественного направления, известного как Югославская чёрная волна.

## Биография
Желимир Жилник родился в 1942 году в концентрационном лагере Црвени Крст, где была заключена его мать Милица Жилник — убежденная антифашистка и член коммунистической партии Югославии. Новорождённого удалось спасти другим заключённым во время побега и передать родственникам, однако мать вскоре была расстреляна. Отец Слободан «Конрад» Жилник — активист сербского партизанского движения, в марте 1944 года взят в плен и расстрелян четниками.
Желимир рос в семье тётки, бабушки и дедушки в городе Нови Сад, Сербия. Окончил среднюю школу в 1960 году, работал в местном молодёжном творческом объединении, где увлёкся кинематографом. В киноклубе Нови-Сада начал снимать короткометражные экспериментальные фильмы. На протяжении всей ранней стадии творчества целью Желимира Жилника было достижение «грубой», практически антихудожественной эстетики.
В университете города Нови-Сад интересовался социологией, но, из-за отсутствия соответствующего курса, поступил на юридический факультет. В 1965 году начал работать в качестве ассистента на киностудии Avala в Белграде, в 1967 году выступил в качестве второго режиссёра в группе Душана Макавеева в фильме «Любовная история или трагедия телефонистки». В последующем оба режиссёра будут поддерживать товарищеские и деловые отношения на протяжении многих лет.
В 1967 году Жилник поставил свой первый в качестве режиссёра короткометражный документальный фильм «Журнал о молодёжной деревне зимой», который получил приз ЦК югославского союза молодёжи и премию национального кино-журнала «Экран». В 1968 году выпустил короткометражный документальный фильм «Безработный» о трудящихся-мигрантах, тех, кто пытается найти работу как дома, в Югославии, так и за рубежом. Фильм выиграл Гран-при на фестивале фильмов в Оберхаузене в Германии. В 1969 году он получил ещё одну номинацию на приз в Оберхаузене за фильм «Движение в июне», где речь шла о студенческих демонстрациях в Белграде в 1968 году, которые произошли сразу после майских событий в Париже. Этот документальный фильм стал ярким снимком бурного периода европейской истории и предвестником дебюта Желимира Жилника в полнометражном кино — картины «Ранние работы». Этот фильм критики часто называют одним из главных произведений, выражающих художественные особенности Югославской чёрной волны: нетрадиционные формы изложения сюжета и подачи видеоряда, рассмотрение острых социальных проблем, часто с точки зрения, оппозиционной к существовавшей власти, чёрный юмор, фаталистические финалы. Несмотря на вручение картине Золотого медведя Берлинале, официальные власти чрезвычайно негативно отреагировали на фильм. Начиная с 1969 года против всех режиссёров, которые выражали в своих работах названные принципы, начались преследования от нелицеприятной критики до прямой травли в средствах массовой информации, а с 1972 года — вплоть до прямых угроз физической расправы. Один из знакомых режиссёра показал ему официальное письмо в редакцию газеты, в котором предписывалось не упоминать в любых статьях фамилии Макавеева, Пе́тровича, Павловича и Жилника, за исключением случаев опубликования некрологов об их внезапной кончине. Желимир Жилник выехал в Германию на следующий же день.
В немецкий период своего творчества он продолжил изыскания в направлении осознанно «уродливой», «непрофессиональной» эстетики подачи материала. Сложность восприятия этих работ во многом повлияла на их невысокую коммерческую успешность и определённую устранённость режиссёра от мирового кинематографического процесса. В конце 1970-х годов Желимир Жилник использовал предоставившуюся возможность вернуться в Югославию.
В 1989 году его фильм «Так закалялась сталь» был номинирован на главный приз Московского международного кинофестиваля, но уступил его картине «Похитители мыла». Лента «Мраморная задница» была более успешна и получила один из призов Берлинского кинофестиваля.